# Holon (filosofi)
Holon är ett begrepp som ursprungligen myntades av författaren och filosofen Arthur Koestler. Begreppet betecknar en helhet som samtidigt är en del av en annan överordnad helhet. En atom är till exempel en holon, eftersom den är del av en molekyl som i sin tur är del av en cell som är en del av en organism och så vidare. Verkligheten kan således betraktas som ett nätverk av holoner, serier av helheter som blir del av andra helheter. Arthur Koestler menade, att världens alla ting och processer kan beskrivas uteslutande i form av holoner. Filosofen Ken Wilber menar att holoner uppvisar fyra grundläggande förmågor: självbevarande, självanpassning, självöverskridande och självupplösning. Som helhet förmår holonen att fasthålla sitt eget mönster, men som del i en större helhet måste den samtidigt anpassa sig till denna helhet. Förmågan att fasthålla sitt eget mönster kallar Wilber för holonens handlingsförmåga; tvånget att anpassa sig till helheten kallar han gemenskap. Handlingsförmågan och gemenskapen är båda lika viktiga, liksom balansen mellan dem. 